# Kirundo
Kirundo este un oraș din Burundi. Este reședința regiunii omonime.